# Steven Pasquale
Steven Pasquale (né  le 18 novembre 1976 à Hershey, Pennsylvanie) est un acteur américain, surtout connu pour son rôle d'un pompier dans Rescue Me.

## Biographie

### Vie privée
Il a été marié à Laura Benanti de 2007 à 2013. Depuis 2017, il est marié à Phillipa Soo.
Il a une fille, Maddie Pasquale, née en 1997.

## Filmographie

### Cinéma
- 2004 : The Last Run de Jonathan Segal : Jack Manning
- 2005 : Aurora Borealis de James C.E. Burke : Jacob Shorter
- 2007 : Aliens vs. Predator: Requiem de Greg et Colin Strause : Dallas Howard
- 2019 : American Son de Kenny Leon (en) : Scott Connor

### Télévision

#### Séries télévisées
- 2001 : Six Feet Under : Kurt
- 2003 : Platinum : David Ross
- 2004 - 2011 : Rescue Me : Les Héros du 11 septembre (Rescue Me) : Sean Garrity
- 2011 : The Playboy Club : Hef jeune
- 2011 : Submissions Only : Reed Rozelle
- 2012 : Up All Night : Luke Granby
- 2012 : Coma : Mark Bellows
- 2013 : Do No Harm : Dr. Jason Cole / Ian Price
- 2014 : FBI : Duo très spécial (White Collar) : Conrad Worth
- 2014 - 2015 : The Good Wife : Johnny Elfman
- 2015 - 2016 : Bloodline : Alec Wolos
- 2016 : American Crime Story : Détective Mark Fuhrman
- 2016 : Billions : Chase
- 2018 : Divorce : Andrew
- 2019 : The Code : Colonel Kit Schuylkill
- 2020 : The Comey Rule : Peter Strzok
- 2021 : The Bite : Dr. Zach
- 2022 : The Good Fight : Johnny Elfmann

#### Téléfilms
- 2010 : Trois Bagues au doigt (Marry Me) de James Hayman : Luke Maynard
- 2013 : Over/Under de Bronwen Hughes : Paul Keller
- 2014 : And, We're Out of Time de Jace Alexander : Jackson Cooper